# الديمة (عبس)

تعديل مصدري - تعديل

الديمة هي إحدى قرى عزلة بني حسن بمديرية عبس التابعة لمحافظة حجة، بلغ تعداد سكانها 49 نسمة حسب تعداد اليمن لعام 2004.